# Cappella di Baccoleno
La cappella di Baccoleno è un edificio religioso situato nell'omonima località rurale del territorio comunale di Asciano, in provincia di Siena.

## Storia
La piccola chiesa venne costruita in epoca seicentesca e modificata nel corso del secolo successivo.
Nel corso del Novecento l'edificio religioso venne abbandonato, tanto che nel 1994 risultava oramai privo di copertura sommitale, in pessimo stato di conservazione e con strutture murarie ridotte a rudere nel censimento effettuato dalla Soprintendenza per i beni architettonici e paesaggistici di Siena e Grosseto del Ministero per i Beni Culturali e Ambientali.
Un successivo restauro ha riportato la cappella agli antichi splendori.

## Descrizione

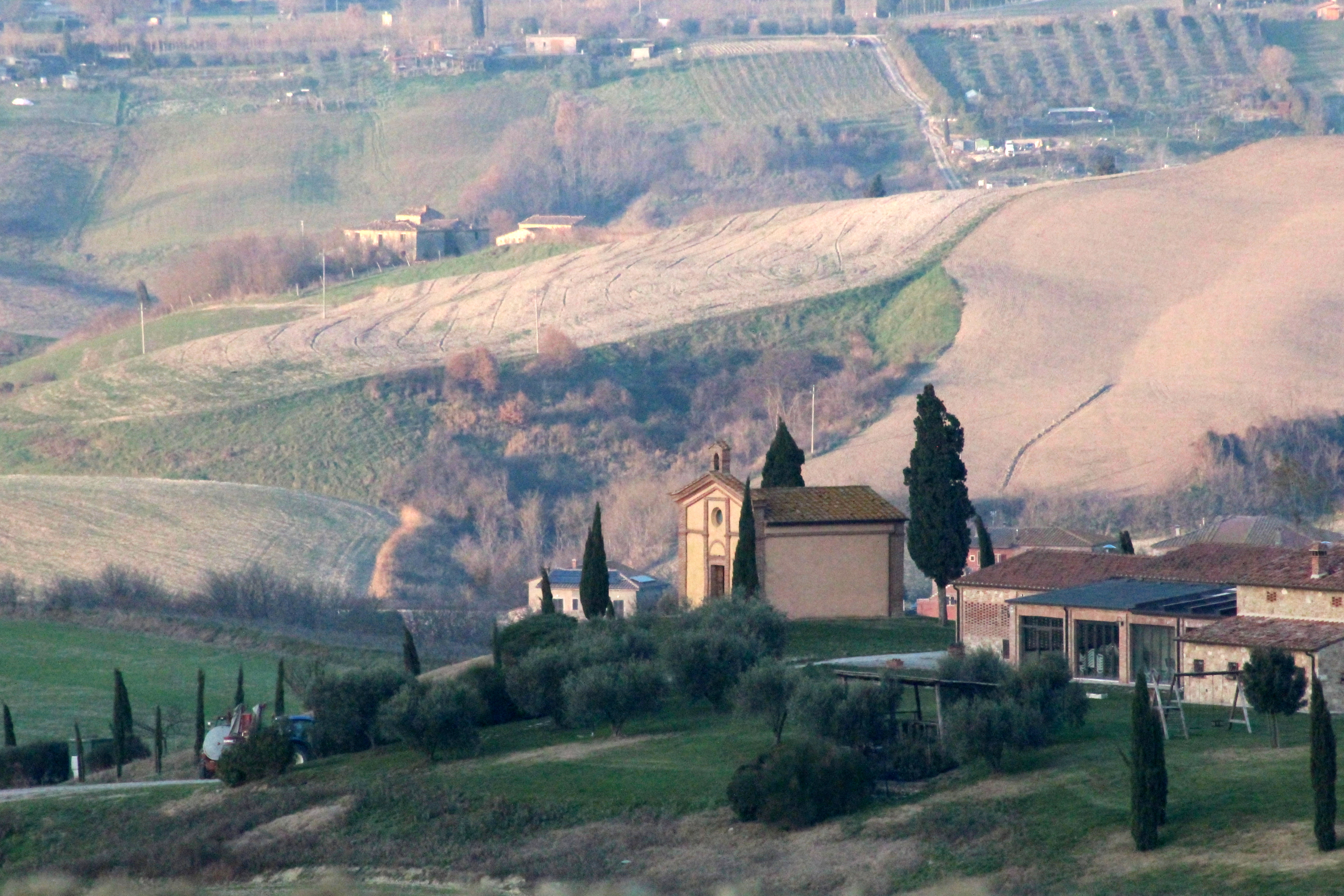
La cappella vista dalla SP60.

L'edificio religioso si presenta a pianta rettangolare e ad aula unica. Le strutture murarie esterne sono rivestite in intonaco.
La facciata principale, orientata verso sud-ovest, si caratterizza per la presenza di un piccolo rosone circolare che si apre in posizione centrale al di sopra del portale d'ingresso ligneo architravato con arco a tutto sesto in laterizi. Alle estremità laterali della facciata principale sono addossate due lesene in laterizi, una a destra e l'altra a sinistra; altre due lesene in laterizi affiancano lateralmente il portale d'ingresso e proseguono verso l'alto fino a raggiungere gli spioventi del frontone.
Un piccolo campanile a vela, anch'esso in laterizi e con un'unica cella campanaria, si eleva in posizione centrale al di sopra del frontone che orna la parte sommitale della facciata principale.